# 윤승순
윤승순(尹承順, ? ~ 1392년)은 고려 말의 문신으로, 본관은 파평(坡平)이다. 윤척(尹陟)의 3남이다.

## 생애
1367년(공민왕 16) 상호군(上護軍)으로서 지도첨의사사(知都僉議司事) 오인택(吳仁澤), 상호군 조린(趙璘) 등과 함께 신돈(辛旽)의 제거를 모의했으나, 일이 누설되어 곤장을 맞은 뒤 관노(官奴)가 되어 남쪽 변방으로 유배되었다.
1371년(공민왕 20) 신돈이 주살된 후 소환되어 다시 응양군상호군(鷹揚軍上護軍)에 임명되었고, 1375년(우왕 원년) 경상도부원수(慶尙道副元帥), 1377년(우왕 3) 계림부윤(鷄林府尹)으로서 왜구를 물리쳐 전공을 세웠다.
1379년(우왕 5) 지문하부사(知門下府事)로 있었는데, 양백연(楊伯淵)의 옥사에 연루되어 수졸(戍卒)로 배치되었다.
이후 복직되어, 1389년(창왕 원년) 문하평리(門下評理)로서 첨서밀직사사(簽書密直司事) 권근(權近)과 함께 사신으로 명에 다녀왔는데, 이때 왕씨(王氏)로 공민왕(恭愍王)의 후사를 정하라는 황제의 지시를 전함으로써 창왕(昌王)이 폐위되고, 신종(神宗)의 7대손인 정창군(定昌君)이 공양왕(恭讓王)으로 즉위하였다.
이후 판개성부사(判開城府事)를 역임했으며, 1392년(공양왕 3) 졸하자 충간(忠簡)이라는 시호를 받았다.

## 가족 관계
- 증조 - 윤보(尹珤, ? ~ 1329년) : 수도첨의정승(守都僉議政丞)·영평부원군(鈴平府院君), 문현공(文顯公)
  - 조부 - 윤안숙(尹安淑) : 도첨의찬성사(都僉議贊成事), 양간공(良簡公)
    - 아버지 - 윤척(尹陟, ? ~ 1384년) : 영평군(鈴平君)
    - 어머니 - 판소부시사(判少府寺事) 이광기(李光起)의 차녀
      - 형 - 윤승휴(尹承休) : 판전의시사(判典儀寺事)
      - 형 - 윤승도(尹承度)
      - 동생 - 윤승경(尹承慶) : 삼사좌윤(三司左尹)
      - 동생 - 윤승례(尹承禮) : 판도판서(版圖判書), 증(贈) 영의정(領議政), 윤번(尹璠, 1384년 ~ 1448년)의 아버지

    - 부인 - 판도판서, 증 의정부정승(議政府政丞)·단양백(丹陽伯) 이거경(李居敬)의 장녀
      - 장남 - 윤곤(尹坤, ? ~ 1422년) : 이조판서(吏曹判書)·파평군(坡平君), 소정공(昭靖公)-정현왕후(성종 비, 중종의 모후)
      - 차남 - 윤목(尹穆, ? ~ 1410년) : 평양부윤(平壤府尹)·원평군(原平君), 민무구(閔無咎)·민무질(閔無疾) 형제의 옥사에 연루되어 처형됨
      - 3남 - 윤향(尹向, 1374년 ~ 1418년) : 형조판서(刑曹判書), 소도공(昭度公)
      - 사위 - 한상환(韓尙桓, ? ~ 1433년) : 한성부윤(漢城府尹)